# 크레이지 호스 (밴드)
크레이지 호스(Crazy Horse)는 닐 영과의 인연으로 가장 잘 알려진 미국의 록 밴드이다. 1968년부터 현재까지 그들은 영의 여러 음반에 공동 크레딧을 얻었고, 닐 영과 크레이지 호스에 의해 12개의 스튜디오 음반과 수많은 라이브 음반이 청구되었다. 그들은 또한 1971년에서 2009년 사이에 6개의 스튜디오 음반을 발매했다.
빌리 탤벗 (베이스)과 랄프 몰리나 (드럼)만이 유일하게 일관된 멤버였다. 크레이지 호스의 네 개의 스튜디오 음반에서, 탤벗과 몰리나는 완전히 다른 음악가들의 리듬 섹션 역할을 한다. 1975년부터 2014년까지 프랭크 삼페드로 (리듬 기타)가 정기적으로 공연했다.

## 음반 목록
- Crazy Horse, Reprise 1971
- Loose, Reprise 1972
- At Crooked Lake, Epic 1972
- Crazy Moon, RCA 1978
- Left for Dead, Crazy Horse Recordings 1989/Sisapa/Curb (reissue) 1990
- Gone Dead Train: The Best of Crazy Horse 1971–1989, Raven 2005
- Scratchy: The Complete Reprise Recordings, Rhino Handmade 2005
- Trick Horse, 2009